# 207
207是206與208之間的自然數。

## 在數學中
- 合數，正因數有1、3、9、23、69和207。
質因數分解為{\displaystyle 3^{2}\times 23}。
- 虧數，真因數和為105，虧度為102。
- 不尋常數，大於平方根的質因數為23。
- 第62個十进制的哈沙德數。前一個為204、下一個為209。
- 十进制的奢侈數。

## 在其他領域中
- 207在中華民國郵遞區號中係指新北市萬里區